# Henley Grose-Smith
Henley Grose-Smith est un entomologiste britannique spécialiste des lepidoptères né en 1833 et mort en 1911.
Il a décrit de très nombreux taxons.